# ستيفن روكس
ستيفن روكس (بالهولندية: Steven Rooks)‏ مواليد 7 أغسطس 1960 في هولندا، هو دراج هولندي سابق في صنف سباق الدراجات على الطريق.

## سباقات أو مراحل فاز بها
- طواف فرنسا
- بطولة العالم لسباق الدراجات على الطريق
- طواف سويسرا

## روابط خارجية
- ستيفن روكس على موقع أرشيف الدراجات (الإنجليزية)
- ستيفن روكس على موقع إحصائيات الدراجات الإحترافية (الإنجليزية)
- ستيفن روكس على موقع CycleBase (الإنجليزية)
- Sportsmarketing, the Company of Steven Rooks